# Trichosteleum tortipilum
Trichosteleum tortipilum är en bladmossart som beskrevs av Thériot 1910. Trichosteleum tortipilum ingår i släktet Trichosteleum och familjen Sematophyllaceae. Inga underarter finns listade i Catalogue of Life.